# Annapolis mossi
Annapolis mossi là một loài nhện trong họ Linyphiidae.
Loài này thuộc chi Annapolis. Annapolis mossi được Muma miêu tả năm 1945.